# 瀬戸市立八幡小学校
瀬戸市立八幡小学校（せとしりつ はちまんしょうがっこう）は、愛知県瀬戸市にある公立小学校。

## 概要
- 菱野台4丁目、八幡台1-9丁目が校区であり、公立中学校の進学先は瀬戸市立光陵中学校である[1][2]。
- 愛知県営菱野団地の一画（萩山台）の小学校である。菱野団地には当初から小学校の設置が計画されており、原山小学校（原山台）、萩山小学校（萩山台）、八幡小学校（八幡台）の3つの小学校が設置されている。

## 沿革
当初は1974年（昭和49年）4月の開校予定であったが、1973年のオイルショックによる建築資材の価格高騰による校舎建設の遅れ、菱野団地（八幡平）の造成の遅れもあり、開校は2学期にずれこむことになった。
- 1974年（昭和49年）
  - 4月 - 開校がずれこんだため、八幡小学校校区（八幡台）の児童は暫定で萩山小学校、原山小学校、幡山東小学校で授業を受ける。
  - 9月1日 - 開校。
  - 9月2日 - 開校式を行う。菱野団地（八幡平）の造成の遅れもあり、開校時の児童数は27名しかいなかったため、この年のみ複式学級を行うこととなる。
- 2026年（令和8年） - 菱野団地内の原山小学校・萩山小学校と統合予定。あわせて、光陵中学校の小中一貫校化を実施予定[3]。

## 交通アクセス
- 愛知環状鉄道線瀬戸口駅下車、徒歩約25分。
- 名鉄バス東山線、本地ヶ原線「八幡台東」より徒歩約2分。

瀬戸駅前より【16系統】【16H系統】【17H系統】菱野団地方面行き。
藤が丘駅より【40系統】【41系統】菱野団地方面行き。
名鉄バスセンターより【35系統】菱野団地行き。

## 周辺施設
- 愛知県立瀬戸西高等学校
- 聖霊中学校・高等学校
- 瀬戸市立光陵中学校
- 瀬戸市立水無瀬中学校
- 瀬戸市立原山小学校
- 瀬戸市立萩山小学校
- 瀬戸市立幡山東小学校
- 八幡保育園
- はちまん幼稚園
- 瀬戸信用金庫菱野支店
- 瀬戸菱野郵便局